# Komsenitjy
Komsenitjy (vitryska: Комсенічы) är en agropolis i Belarus.   Den ligger i voblasten Mahiljoŭs voblast, i den nordöstra delen av landet, 150 km öster om huvudstaden Minsk. Komsenitjy ligger 185 meter över havet och antalet invånare är 555.

## Natur
Terrängen runt Komsenitjy är platt. Närmaste större samhälle är Kruhlaje, 12,3 km norr om Komsenitjy.